# صراع الإكوادور 2024
اندلع صراع مسلح في الإكوادور في 9 يناير 2024 شاركت فيه حكومة البلاد ضد العديد من جماعات الجريمة المنظمة أبرزها (لوس تشونيروس). انتشرت التقارير عن الهجمات المسلحة في جميع أنحاء المدينة على نطاق واسع، وحدثت بشكل أساسي في السجون والأسواق والطرق والجامعات  كانت الهجمات واسعة النطاق عبارة عن مزيج من ردود الفعل على هروب زعيم لوس تشونيروس خوسيه أدولفو ماسياس فيلامار من السجن في غواياكيل وإعلان الرئيس دانيال نوبوا حالة الطوارئ.

## الخلفية
كانت الإكوادور تعتبر ذات يوم دولة مسالمة في المنطقة، وقد واجهت موجة تاريخية من العنف في السنوات التي سبقت عام 2018 حيث أصبحت البلاد نقطة عبور حاسمة للكوكايين وتتنافس المنظمات غير الحكومية للسيطرة على طرق المخدرات والسجون. وقد قُتل المئات من نزلاء السجون في معارك دامية في السجون.
في 7 يناير/كانون الثاني، هرب خوسيه أدولفو ماسياس فيلامار، زعيم لوس تشونيروس، من السجن في مدينة غواياكيل في اليوم الذي كان من المقرر نقله فيه إلى سجن شديد الحراسة. أبلغت السلطات عن الأحداث في اليوم التالي، ووجهت اتهامات إلى اثنين من حراس السجن.
بعد الهروب، أعلن الرئيس دانيال نوبوا حالة الطوارئ لمدة 60 يوما،  ومنح السلطات سلطة تعليق حقوق الأشخاص والسماح بتعبئة الجيش داخل السجون. اندلعت أعمال شغب في سجون متعددة في جميع أنحاء الإكوادور.
وفي ليلة 8 يناير/كانون الثاني، تم اختطاف أربعة من ضباط الشرطة في كيتو وكيفيدو.
ووفقا لصحيفة واشنطن بوست، قال محللو الاستخبارات إن الهجمات ربما تكون ناجمة جزئيا على الأقل عن تحقيق أجري مؤخرا في الروابط بين تجار المخدرات والعصابات الإجرامية والعاملين السياسيين. العملية المعروفة باسم "التجاوزات" تستند إلى جدول أعمال سياسي (دانيال نوبوا) تم اعتقال أكثر من عشرين من كبار مسؤولي الأمن والقضاة الإكوادوريين في ديسمبر 2023 بتهمة نشاط إجرامي مزعوم لصالح أحد تجار المخدرات.

## النزاع
وفي 9 يناير/كانون الثاني، أصدرت الجماعات المسلحة في الإكوادور تهديدات بشن "حرب"، مما دفع رئيس البلاد إلى إعلان حالة النزاع الداخلي المسلح والسماح بعمليات عسكرية ضد هذه الجماعات.
وفي اليوم نفسه، اقتحم مسلحون من جماعة لوس تشونيروس استوديو TC Televisión بالقوة في غواياكيل، حيث احتجزوا صحفيين كرهائن أثناء بث مباشر للأخبار. وفي وقت لاحق من اليوم، داهمت الشرطة الإكوادورية استوديو التلفزيون، وأطلقت سراح الصحفيين، واعتقلت أعضاء العصابة، حيث ظهر مقطع فيديو لهم برفقة الشرطة في الخارج.
في كيتو، في الساعة 15:00، تم إجلاء مسؤولي قصر كارونديليت، في المركز التاريخي ومؤسسات الدولة الأخرى، من أجل السلامة. في حين أغلقت كافة أنواع الأعمال أنشطتها التجارية.في مكان قريب من المتحف الفيكنتيني، تم وضع جهاز متفجرات، الذي تم إيقافه. كما تم الإبلاغ عن أن نظام تقييد المركبات الذي يسمى pico y placa تم تعليقه حتى إشعار آخر.
في الوقت نفسه، قامت مجموعة أخرى باحتجاز رجال الشرطة كرهائن، وإجبارهم على قراءة رسالة تصف الأحداث بأنها رد فعل على حالة الطوارئ المعلنة في نوبوا. بالاضافة إلى ذلك ، حدثت حادثة اختطاف في حرم جامعة غوايكيل ، حيث قام الطلاب بتحصين أنفسهم داخل الفصول الدراسية.
يعتقد محللون المخابرات أن الهجمات مرتبطة بعملية "المثبات"، وهي تحقيق في الروابط بين الشخصيات السياسية ومسؤولي الأمن والعصابات الإجرامية، مما أدى إلى موجة من الاعتقالات في ديسمبر 2023.
تم الإبلاغ عن عدة هجمات على المدنيين. في مركز البورجا الباني في غواياكيل ، قتل مدنيون اثنان بالرصاص. وبدأ تداول مقاطع فيديو على الإنترنت تظهر إعدام حراس السجن، بينما طالب آخرون بالحوار مع الرئيس نوبوا، مهددين بمواصلة قتل المزيد من الحراس.
تم إغلاق البنوك والأسواق والمحلات التجارية في جميع أنحاء البلاد في مدن مثل كيتو وغواياكيل ولوس فاليس لحماية التجار والعملاء من الهجمات المسلحة.

## رد الحكومة
أعلن الرئيس دانييل نوبوا في مرسوم أن البلاد تشهد "صراعًا مسلحًا داخليًا" وأمر القوات المسلحة بتنفيذ عمليات عسكرية لتحييد الجماعات المسلحة. وقال قائد القوات المسلحة الإكوادورية خايمي فيلا إيرازو ردا على المرسوم إنه لن تكون هناك "مفاوضات" مع الجماعات المسلحة. وحدد نوبوا جماعات الجريمة المنظمة هذه على أنها "منظمات إرهابية وجهات فاعلة متحاربة من غير الدول".
كانت المنظمات الإجرامية المذكورة في المرسومة:
- أغيلاس
- أغويلاس كيلر
- أيه كيه 47
- كاباليروس أوسكوروس
- تشوني كيلر
- كوفيتشيروس
- كوارتل دي لاس فياس
- الكوبيون
- فاتاليس
- غانستر
- كاتر بيلر
- لاجارتوس
- ملوك اللاتينية
- لوبوس
- لوس تشونيروس
- لوس ص 27
- لوس تيبورونيس
- المافيا 18
- المافيا تريبول
- رعاة
- ص7
- تيغيرونيس

وفي اليوم نفسه، علقت وزارة التعليم الفصول الدراسية الشخصية وفرضت التعلم الافتراضي حتى 12 يناير.
أعلن نوبوا أن وسائل النقل في كيتو ستتوقف عن العمل، باستثناء مترو كيتو، الذي سيعمل في فترات توقف وساعات محدودة. صرح بأن مطار ماريسكال سوكر الدولي في كيتو سيظل مفتوحًا ولكن مع زيادة الأمن.

## ردود الفعل
أعلن وزير الداخلية البيروفي، فيكتور توريس فالكون، عن النشر الفوري للشرطة الوطنية لتعزيز الحدود مع الإكوادور. عبرت باراغواي والأرجنتين وبوليفيا وكولومبيا والبيرو والبرازيل عن تضامنها مع المدنيين والقوات المسلحة في الإكوادور.